# تادئوس آوتومیان
تادئوس آوتومیان (ارمنی: Թադևոս Ավետումյան؛ زادهٔ ۱۸۱۱ - درگذشته ۱۳ فوریه ۱۸۶۳) نویسنده، مترجم اهل ارمنستان بود.